# BSA Empire Star
La BSA Empire Star était une moto fabriquée par BSA dans leur usine de Small Heath à Birmingham. Sa désignation était une commémoration du jubilé d'argent du roi George V et présentée comme le chef-d'œuvre de l'industrie britannique. La gamme Empire Star fut produite entre 1936 et 1939, puis poursuivie sous le nom de BSA Gold Star. La Seconde Guerre mondiale stoppa sa production.

## Conception et développement
Développée à partir de la populaire Blue Star et conçue par Val Page la gamme Empire Star présentait plusieurs idées que Page avait développées chez Ariel et Triumph, ses précédents employeurs. Avec un cadre solide et des soupapes actionnées par des poussoir métalliques, l'Empire Star conservait toutefois l'héritage des BSA précédentes. Néanmoins Page continua de l'alléger et d'introduire des idées de réglage du moteur tout au long de sa production.
Le moteur à soupapes en tête de l'Empire Star était disponible en versions 250 cm3 sur la B22 , le 350 cm3 sur la R5 et 500 cm3 sur les modèles Q8. Basée sur la Blue Star, l'Empire Star recevait un carter de transmission primaire en alliage avec un piston spécial haute compression et un cylindre renforcé. Ce moteur présentait également des caractéristiques modernes, notamment une nouvelle boîte de vitesses à changement de rapports au pied et une lubrification par carter sec.
BSA lança sa gamme de modèles Empire Star en 1936 avec une démonstration efficace de leur fiabilité. Un modèle de 500 cm3 fut soumis à un test d’endurance de 805 km à Brooklands, avec une vitesse moyenne supérieure à 113 km/h autour de la piste ovale. Vint ensuite un périple de 1 609 km autour du Royaume-Uni, passant par le West Country, le Pays de Galles et la région des lacs. L'ensemble du voyage se déroula avec succès sans nécessiter de pièces de rechange ce qui représentait un argument de vente important pour BSA dans un marché de plus en plus concurrentiel.
Le début de la Seconde Guerre mondiale mis fin à la production de l’Empire Star en 1939 lorsque l’usine de BSA se mit à fabriquer des munitions et à produire la BSA M20 pour la British Army.

## Succès en compétition
C'est le haut de gamme 496 cm3 Empire Star, qui connut le plus de succès en compétition. En 1937, sur la piste de Brooklands, Wal Handley, vainqueur du Tourist Trophy de l'île de Man, remporta une course avec le meilleur tour à 173,12 km/h sur un modèle Empire Star 500 spécial modifié. La moto utilisée par Handley avait un carburateur de course spécial, une nouvelle magnéto, des rapports de boite de vitesses rapprochés et utilisait du méthanol comme carburant. Handley avait été persuadé de sortir de sa retraite sportive pour la course de trois tours sur 13 km. Il lui fallu tout son talent et son expérience pour gagner sur la piste ovale irrégulière et détériorée. Comme tout pilote ayant couru sur ce circuit à une vitesse moyenne supérieure à 160 km/h en catégorie 500, il reçut la Brooklands Gold Star ce qui donna à BSA l'idée de développer la Gold Star.
Toujours en 1937, Bert Perrigo, membre de l'équipe compétition de BSA, remporta les essais de la Coupe Colmore et de la Coupe Victoire sur une B25 Compétition Empire Star.